# メチスロヴァス・ゲドヴィラス
メチスロヴァス・ゲドヴィラス（リトアニア語: Mečislovas Gedvilas, 1901年11月19日 - 1981年2月15日）は、リトアニアの共産主義者。

## 経歴
1901年、シャウレイ近郊のブベイに生まれる。1904年、両親とともにロシアに追放される。1919年から1922年、ペトログラードで学んだ後、リトアニアに戻る。1923年から1927年まで、パランガ・ギムナジウムで教師を務める。1927年から1931年まで収監される。1931年から1940年までテルシェイの病院に務める。
1928年から1931年まで週刊誌『ジェマイティス』を編集。1933年から1934年まで週刊誌『ジンビンタス』を編集し、1936年から1938年まで新聞『リャウディエス・フロンタス』を編集。
1940年、人民政府内相となり、人民議会議員および同議会第一副議長を務める。1940年から1946年までリトアニア・ソビエト社会主義共和国人民委員会議議長、1946年から1956年まで共和国閣僚会議議長、1957年から1973年まで共和国教育大臣。
1940年から1976年までリトアニア共産党中央委員会委員。1941年から62年までソ連最高会議議員。1940年から1975年までリトアニア・ソビエト社会主義共和国最高会議議員。

## 著作
- Lemiamas posūkis（1975年）